# Kaucja wyborcza
Kaucja wyborcza – instytucja funkcjonująca w prawie wyborczym wielu państw, której istotą jest wymóg wpłacenia określonej kwoty pieniężnej podczas rejestracji kandydata lub listy wyborczej. W zdecydowanej większości stosujących tę instytucję państw kaucja jest zwracana, jeśli kandydat lub lista przekroczy określony próg poparcia, natomiast przepada w przypadku niespełnienia tego wymogu. W Kanadzie kaucja zwracana jest każdemu kandydatowi, jednakże pod warunkiem terminowego dopełnienia formalności związanych z finansowaniem kampanii wyborczej. 
Zasadniczym celem stosowania kaucji jest ograniczenie liczby kandydatów poprzez zniechęcenie do kandydowania osób lub ugrupowań, które nie mają realnych szans na uzyskanie istotnego poparcia. Instytucja kaucji nie odbiera takim kandydatom możliwości wzięcia udziału w wyborach, a tym samym nie ogranicza niczyjego biernego prawa wyborczego, wprowadza jednakże element ryzyka finansowego. 

## Przykładowe kaucje wyborcze
| państwo         | organ               | wysokość kaucji | warunek zwrotu kaucji                                                     |
| --------------- | ------------------- | --------------- | ------------------------------------------------------------------------- |
| Australia       | Izba Reprezentantów | 1000 AUD        | uzyskanie przez kandydata 4% głosów w jednomandatowym okręgu wyborczym    |
| Australia       | Senat               | 2000 AUD        | uzyskanie przez listę wyborczą 4% w skali danego stanu lub terytorium     |
| Fidżi           | Parlament Fidżi     | 1000 FJD        | uzyskanie przez kandydata 1% głosów w skali całego kraju                  |
| Indie           | Lok Sabha           | 10 000 INR      | uzyskanie przez kandydata 1/6 głosów w okręgu wyborczym                   |
| Japonia         | Izba Reprezentantów | 3 000 000 JPY   | uzyskanie przez kandydata 10% głosów w jednomandatowym okręgu wyborczym   |
| Kanada          | Izba Gmin           | 1000 CAD        | terminowe złożenie wymaganych sprawozdań finansowych z kampanii wyborczej |
| Wielka Brytania | Izba Gmin           | 500 GBP         | uzyskanie przez kandydata 5% głosów w jednomandatowym okręgu wyborczym    |